# Estrutura de poder
Estrutura de poder é um sistema global de relações de influência entre quaisquer indivíduos e todos os demais indivíduos dentro de um grupo específico de pessoas. Tal estrutura representa a maneira através da qual os poderes ou a autoridade encontram-se distribuídos entre as pessoas, dentro de grupos como o governo, a nação ou a sociedade. O estudo dessas estruturas é relevante a várias áreas, incluindo a sociologia, a administração pública, a economia e os negócios.
Uma estrutura de poder pode ser formal e intencionalmente elaborada com o objetivo de maximizar valores como justiça social ou eficiência, por meio de uma organização hierárquica na qual todas as instituições, com exceção de uma, são subordinadas a outras. Reciprocamente, também pode compreender um conjunto informal de papeis, assim como os que são encontrados em uma hierarquia de dominância, na qual os membros de um grupo social interagem, geralmente de maneira agressiva, com o objetivo de criar um sistema baseado em ranking.
A cultura organizada por meio da hierarquia dominante é uma cultura dominante, ou seja, o oposto de uma cultura igualitária de parceria. O grupo visivelmente dominante, também chamado de elite, que detém o poder ou a autoridade dentro de uma estrutura de poder, é conhecido como establishment.
Estruturas de poder tendem a ser fluídas, passíveis de constantes mudanças, sejam estas rápidas ou paulatinas, evolutivas ou revolucionárias, pacíficas ou violentas.